# Cicer spiroceras
Cicer spiroceras är en ärtväxtart som beskrevs av Hippolyte François Jaubert och Édouard Spach. Cicer spiroceras ingår i släktet kikärter, och familjen ärtväxter. Inga underarter finns listade i Catalogue of Life.